# Melolobium subspicatum
Melolobium subspicatum es una especie de planta floral del género Melolobium, tribu Genisteae, familia Fabaceae.

## Distribución
Se distribuye por provincias del norte.

## Taxonomía
Fue descrita por Conrath y publicada en Bulletin of Miscellaneous Information Kew 1908: 222 (1908).